# Acoustic Hearts of Winter
Acoustic Hearts of Winter je božični album in drugi studijski album ameriškega pop dueta Aly & AJ. Izšel je leta 2006 pri založbi Hollywood Records.

## Seznam skladb
1. "Greatest Time of Year" - 3:41
2. "Joy to the World" - 2:52
3. "We Three Kings" - 2:54
4. "The First Noel" - 1:44
5. "God Rest Ye Merry Gentlemen" - 2:33
6. "Silent Night" - 3:05
7. "I'll Be Home for Christmas" - 2:44
8. "Let It Snow"	- 2:08
9. "Deck the Halls" - 1:54
10. "Little Drummer Boy" - 2:37
11. "Not This Year" - 3:24